# Вернио
Вернио (итал. Vernio) је насеље у Италији у округу Прато, региону Тоскана.
Према процени из 2011. у насељу је живело 5535 становника. Насеље се налази на надморској висини од 303 м.

## Становништво
| 1931. | 1936. | 1951. | 1961. | 1971. | 1981. | 1991. | 2001. | 2011. |
| ----- | ----- | ----- | ----- | ----- | ----- | ----- | ----- | ----- |
| 9.049 | 7.935 | 7.870 | 7.469 | 6.339 | 5.685 | 5.464 | 5.535 | 6.012 |